# Gagea pauciflora
Gagea pauciflora är en liljeväxtart som först beskrevs av Porphir Kiril Nicolai Stepanowitsch Turczaninow och Ernst Rudolf von Trautvetter, och fick sitt nu gällande namn av Carl Friedrich von Ledebour. Gagea pauciflora ingår i Vårlökssläktet och i familjen liljeväxter. Inga underarter finns listade.